# Regina Mingotti
Regina Mingotti, z domu Valentini (ur. 16 lutego 1722 w Neapolu, zm. 1 października 1808 w Neuburg an der Donau) – włoska śpiewaczka, sopran.

## Życiorys
Do 1736 roku kształciła się w szkole przy klasztorze urszulanek w Grazu. W 1743 roku dołączyła do trupy operowej braci Mingotii, z którą debiutowała w Hamburgu. W 1746 roku poślubiła Pietro Mingottiego. W 1747 roku otrzymała angaż na dworze Augusta III w Dreźnie, gdzie została uczennicą Nicoli Porpory. Należała do czołowych primadonn ówczesnej Europy, rywalizowała na scenie z Faustiną Bordoni. Śpiewała m.in. w Neapolu i Padwie (1750), Madrycie (1751–1753), Paryżu (1753) i Londynie (1754–1764).